# Де Леон, Карлос
Карлос де Леон (исп. Carlos De Leon, 3 мая 1959 год, Рио-Педрасе, Пуэрто-Рико — 1 января 2020, Нью-Йорк, США) — пуэрто-риканский боксёр-профессионал, выступавший в первой тяжёлой (Cruiserweight) весовой категории. Чемпион мира по боксу в первом тяжёлом весе по версии WBC (1980—1982, 1983—1985, 1986—1988, 1989—1990), The Ring (1984—1985, 1986—1987). Линейный чемпион (1986—1988).

## Профессиональная карьера
Карлос Де Леон дебютировал на профессиональном ринге в августе 1974 года в первом тяжёлом весе. 25 ноября 1980 года нокаутировал Марвина Карнела (36-2-2) и завоевал титул чемпиона мира по версии WBC. В 1982 году проиграл титул С. Т. Гордону (21-5). В марте 1983 года нокаутировал олимпийского чемпиона Леона Спинкса (12-3-2). Затем взял реванш у Гордона и снова завоевал титул WBC. В 1988 году проиграл объединительный бой с чемпионом по версиям WBA и IBF Эвандером Холифилдом.
В 1995 году проиграл нокаутом в первом раунде южноафриканцу Корри Сандерсу.
В 1995 году провёл последний поединок в карьере, в котором уступил нокаутом в третьем раунде датчанину Бриану Нильсену.

## Интересные факты
- Первый боксёр, которому дважды удалось выиграть титул чемпиона мира в первом тяжёлом весе.
- Единственный в истории профессионального бокса четырёхкратный чемпион мира в первом тяжёлом весе.

## Смерть
Карлос умер от остановки сердца.  
Ему было 60 лет.